# Ukasa
Der Ukasa ist ein Fluss im südlichen Osttimor. Er befindet sich im Suco Foho-Ai-Lico (Verwaltungsamt Hato-Udo, Gemeinde Ainaro). Der Fluss entspringt nördlich des Ortes Buifu und fließt in einem Bogen nach Osten in den Süden, bis er in die Timorsee mündet.